# Novoselani
Novoselani (makedonska: Новоселани) är en ort i Nordmakedonien. Den ligger i kommunen Mogila, i den sydvästra delen av landet, 90 km söder om huvudstaden Skopje. Novoselani ligger 599 meter över havet och antalet invånare är 189.